# 박연수 (야구 선수)
박연수(朴淵洙,  1974년 1월 14일 ~ )는 전 KBO 리그의 야구 선수인 외야수이다. 1996년 LG 트윈스의 2차 3순위로 지명됐으나 이를 거절하고 실업야구 포스틸에 입단하여 2년간 활약 후 1998년 입단 후 2008년 은퇴하였다.

## 출신학교
- 1986년 : 서울우이초등학교 졸업
- 1989년 : 신일중학교 졸업
- 1992년 : 신일고등학교 졸업
- 1996년 : 원광대학교 학사(1992학번)